# Gymnastes (Gymnastes) subnudus
Gymnastes (Gymnastes) subnudus is een tweevleugelige uit de familie steltmuggen (Limoniidae). De soort komt voor in het Afrotropisch gebied.